# Klaus Neumann (pilot)
Klaus Neumann (ur. 5 października 1923 w Wettin, zm. 10 grudnia 2000 w Mittelhof) – niemiecki as myśliwski z okresu II wojny światowej odznaczony Krzyżem Rycerskim. Odniósł 37 zwycięstw powietrznych w czasie około 200 lotów bojowych. 12 zwycięstw odniósł na Froncie Wschodnim. Zestrzelił 19 czterosilnikowych bombowców. 5 zestrzeleń odniósł latając na odrzutowym Me 262. 

## Odznaczenia
- Krzyż Rycerski Krzyża Żelaznego – 9 grudnia 1944
- Krzyż Niemiecki w Złocie – 25 października 1944
- Krzyż Żelazny I Klasy
- Krzyż Żelazny II Klasy